# Festkalender der Akrobatentruppe
Der Festkalender der Akrobatentruppe stellt eine Übersicht der zu feiernden altägyptischen Feste aus dem 35. Regierungsjahr des Amenemhet III. unter Beteiligung der Akrobatentruppe dar.

## Hintergrund

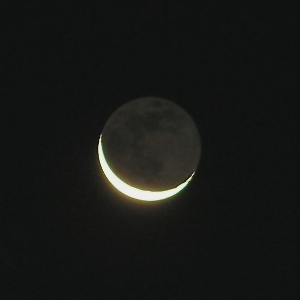
Altlicht-Mondsichel

Die Festliste nennt Prozessionen, die im Rahmen öffentlicher Aufführungen von der Akrobatentruppe besucht wurde und mit tanzähnlichen Veranstaltungen verbunden war. Andere Feste des Jahres, an denen die Akrobatengruppe nicht teilnahm, blieben in dieser Festliste ungenannt.
Die Festansetzungen unterliegen entweder dem Verwaltungs- oder dem Mondkalender, wobei die endgültigen Termine im Mondkalender durch kurzfristige Verkündung nach dem tatsächlichen Verlauf des Neumondes durch die Priesterschaft ausgerufen werden.
Die im Mondkalender bezeichneten Eintragungen stellen den jeweiligen Tag nach dem letzten Altlicht dar. Nach erfolgter Ausrufung wurde der tatsächliche Termin im Verwaltungskalender vermerkt und später im jeweiligen Tempeltagebuch protokolliert.

## Festliste
| Festname                 | Verwaltungskalender     | Mondkalender  | Festort  |
| ------------------------ | ----------------------- | ------------- | -------- |
| Neujahrsfest             | 1. Achet I              |               | ???      |
| Menchet-Fest             |                         | 3. Achet II   | Al-Lahun |
| Brandopferschalen        |                         | 15. Achet III | ???      |
| Sokar-Fest               | 1. Achet IV             |               | ???      |
| Schönes Fest der Krönung | 1. Peret I – 2. Peret I |               | Karnak   |
| Ziehen des Sokar         |                         | 1. Peret II   | ???      |
| Fahrt auf dem Land       |                         | 8. Peret III  | ???      |
| Vollmondfest             |                         | 15. Schemu I  | ???      |
| Heriu-renpet             | 1. – 5. Schalttag       |               | ???      |